# قريشلات
قريشلات عاشوراء أو كعيكات عاشوراء أو قريشلات وكعيكات وفقط، هي أصغر أنواع الحلوى المغربية، مربعة الشكل بحكم حبة الفول السوداني أو فستق، ويصنع منها الكثير لتوضع على طبق المائدة مع صينية الشاي.
وتحظر كثيرا في عاشوراء، ويتم تحضيرها في المنزل أو شرائها، وتعتبر حلوة الكعيكات أو القريشلات حلوى في المتناول وغير باهضة التكاليف، بحيث أن المقادير اقتصادية والطريقة سهلة. ويتم إعداد القريشلات حلوة أو مالحة حسب الاختيار.

## المكونات
- 3 بيضات
- نصف كيلو طحين
- كأس متوسط زيت
- 250 غرام سكر
- 1 خميرة حمراء
- 2 معالق كبار من النافع
- 4 معالق كبار زنجلان
- نصف كأس ماء الزهر
- قبصة ملح [1][3][4]

## طريقة التحضير
بداية نقوم بخلط البيض، سكر سنيدة وماء الزهر والملح في الطراب الكهربائي إن وجد، أو نقوم بالخلط باليد جيدا حتى تندمج وتنسجم هذه العناصر جيدا.
- ثم نضيف الزنجلان والنافع ونخلّط من جديد.
- ثم نضيف الدقيق والخميرة ونخلط حتى نحصل على عجينة شبيهة بعجينة الخبز المعتادة.
- ثم نأخد كرة من العجين ونحربلها ثم نقطعها على شك كعيكعات صغيرة، وتستمر على نفس المنوال حتى تنفد كمية العجين أو عند بلوغ الكمية المراد الحصول عليها.
- ترتب القريشلات في طبق معدني مدهونة بالزيت وندخلها للفرن الذي يجب أن يكون معد السخونة من قبل. عندما نرى أن العيكعات تحمرت نخرجها وهاهي قد أصبحت قريشلات جاهزة للتقديم والاستهلاك.[1]